# Quint Cecili Metel Numídic
Quint Cecili Metel Numídic (en llatí: Quintus Caecilius L. F. Q. N. Metellus Numidicus) va ser un magistrat romà, fill de Luci Cecili Metel Calb. Formava part de la gens Cecília, i era de la branca dels Metel. Es va caracteritzar per la seva honestedat en una època de forta corrupció.
Va ser cap del partit aristocràtic i es va comportar amb l'arrogància pròpia dels nobles de l'època. Va ser pretor en any incert i després propretor, i en tornar de la seva província va ser acusat d'extorsió però la seva fama d'incorruptible era tan alta que els jutges no van creure les acusacions. L'any 109 aC va ser elegit cònsol juntament amb Marc Juni Silà i va rebre Numídia com a província amb la direcció de la Guerra de Jugurta. El rei númida va ser derrotat al riu Muthul.
L'any 108 aC seguia a Numídia com a procònsol i es va dedicar a assetjar diverses ciutats, però sense poder acabar la guerra, que finalment va acabar Gai Mari que llavors era el seu llegat. Van córrer rumors de què Metel allargava la guerra per seguir en el comandament. Això va ser una ofensa per Metel, ja que Mari no solament era el seu subordinat fins llavors sinó que era de les classes populars i havia ascendit amb el suport del mateix Metel. No va voler fer l'entrega de l'exèrcit a Mari i va deixar al comandament al seu llegat Publi Rutili que va ser el que es va presentar a Mari. A la tornada a Roma va ser rebut amb respecte i aplaudiment, potser perquè es percebia la injustícia que d'alguna manera se li havia fet, i va poder celebrar un gran triomf l'any 107 aC quan se li va donar el títol de Numídic. Després es va retirar a la vida privada.
L'any 102 aC va ser censor amb el seu cosí Gai Cecili Metel Caprari i va intentar expulsar del senat a Luci Appuleu Saturní i Gai Servili Glàucia, dos enemics de l'aristocràcia, cosa que el seu col·lega li va vetar. Va refusar a Luci Equici, que deia ser fill de Grac, l'entrada en la llista de ciutadans i aquest refús va ocasionar un tumult.
Saturní va decidir arruïnar a Metel i va obtenir el suport de Gai Mari que odiava personalment a Metel. Després de l'assassinat d'Aule Noni, que aspirava al tribunat de la plebs, aquesta dignitat pel 100 aC va recaure en Saturní, el mateix any que Glàucia era pretor i Mari cònsol per sisena vegada. Saturní va proposar una llei agrària amb una clàusula per la que el senat havia de jurar obediència en cinc dies a partir de l'aprovació i el que no ho fes seria expulsat del senat i pagaria 20 talents de multa. Mari va dir que ell no acceptaria aquesta llei però al moment de la votació al senat va ser el primer que va jurar obediència (ja estava pactat així) agafant als senadors desprevinguts. Metel va haver de mantenir la dignitat i va ser l'únic que va refusar jurar fidelitat a la llei. Per això el van expulsar del senat i a proposta del tribú el van desterrat. Els amics de Metel estaven disposats a agafar les armes, però Metel no hi va donar suport i se’n va anar a l'illa de Rodes.
Després de la mort de Saturní i la caiguda del partit popular, poca oposició hi va haver al fet que Metel fos fet tornar de l'exili l'any 99 aC, a proposta del tribú Quint Calidi i alguns dels parents de Metel.
Segons Ciceró, Metel Numídic va ser enverinat pel tribú de la plebs Quint Vari Hibrida (enemic de l'aristocràcia) l'any 91 aC.